# 에브리피디아
에브리피디아(Everipedia)는 위키 기반 온라인 백과사전의 하나이다. 2014년 12월 설립된 이 사이트는 2015년 1월 위키백과의 포크로서 런칭하였다. 캘리포니아주 로스앤젤레스 웨스트우드에 본사를 둔 비영리 기업 에브리피디아(Everipedia, Inc.)가 소유하고 있다. 2017년 10월 기준으로, 에프리피디아 문서의 대부분은 위키백과 문서의 복사본이다.
이 사이트의 이름은 모든 것을 뜻하는 "everything"과 백과사전을 의미하는 "encyclopedia"의 혼성어이다. 에브리피디아의 목적은 위키백과로 제한되는 것이 아닌, 가장 접근성이 좋은 온라인 백과사전을 만드는 것이다. 에브리피디아는 유명인이 팬들과 소통할 수 있게하는 등의 소셜 미디어 기능을 채택했으며, 내용이 인용되고 중립적인 한 어떠한 주제로든지 사용자들이 문서를 만들 수 있게 하고 있다. 2018년 기준으로, 이 사이트는 브레이킹 뉴스 이벤트에서 허위 정보를 제공한 데 대해, 또 유튜버 등의 민감한 주제에 초점을 둔 오리지널 문서들에 대한 비판을 받고 있다.
이 기업은 EOS 블록체인 기술과 IQ라는 이름의 암호화폐 토큰을 사용하여 콘텐츠 생성을 장려하며 특정 국가가 콘텐츠를 차단하지 못하도록 막는다. 에브리피디아는 2018년 8월 9일 EOS 블록체인을 시작했다.

## 같이 보기
- 온라인 백과사전 목록